# Didymoglossum hymenoides
Espèce
Didymoglossum hymenoides est une fougère de la famille des Hyménophyllacées. 

## Description
Cette espèce a les caractéristiques suivantes :
- un long rhizome traçant, très densément couvert de poils bruns à noirâtres et sans racines
- un limbe entier, lobé ou segmenté une fois au plus, irrégulier, globalement elliptique ou cordiforme, de 2 à 5 cm de long et de 2 à 4 cm de large, de forme très variable selon les spécimens ; cette variabilité a conduit à l'existence des synonymes Trichomanes apodum et Trichomanes muscoides ;
- une nervuration peu dense, à l'aspect ramifié, très caractéristique de l'espèce ;
- quelques fausses nervures parallèles aux vraies nervures, courtes, mais sans de fausses nervures submarginales (caractéristique du sous-genre)
- une nervuration catadrome.
- de un à trois sores à l'extrémité du limbe pour les frondes fertiles
- une indusie tubulaire, à deux lèvres bien distinctes dont les cellules sont différentes de celles des tissus du limbe, et dont la bordure est souvent foncée à noire ;
- la quasi absence de poils marginaux du limbe.

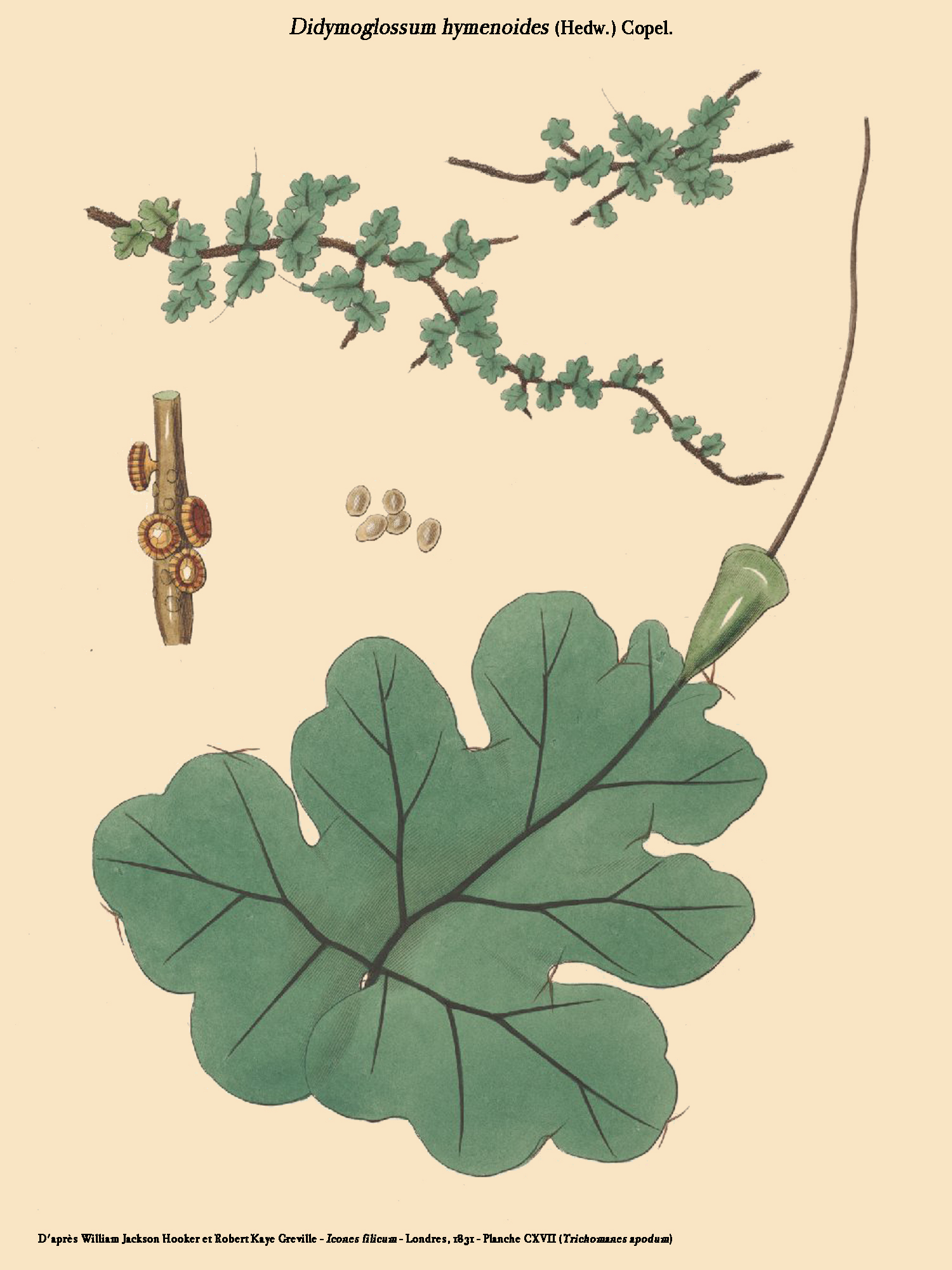
Didymoglossum hymenoides (Trichomanes apodum)

## Distribution
Cette espèce, épiphyte ou terrestre, est originaire d'Amérique tropicale et des Caraïbes.

## Historique et position taxinomique
Didymoglossum hymenoides est classé dans le sous-genre Didymoglossum.
Elle compte de nombreux synonymes, combinant les révisions de la famille avec les redescriptions successives  : 
- Didymoglossum apodum (Hook.) Bosch
- Didymoglossum muscoides (Sw.) Desv.
- Didymoglossum reptans var. muscoides (Sw.) E.Fourn.
- Hemiphlebium hymenoides (Hedw.) Prantl
- Trichomanes apodum Hook.
- Trichomanes hymenoides Hedw.
- Trichomanes muscoides Sw.